# セダルバーグ山脈

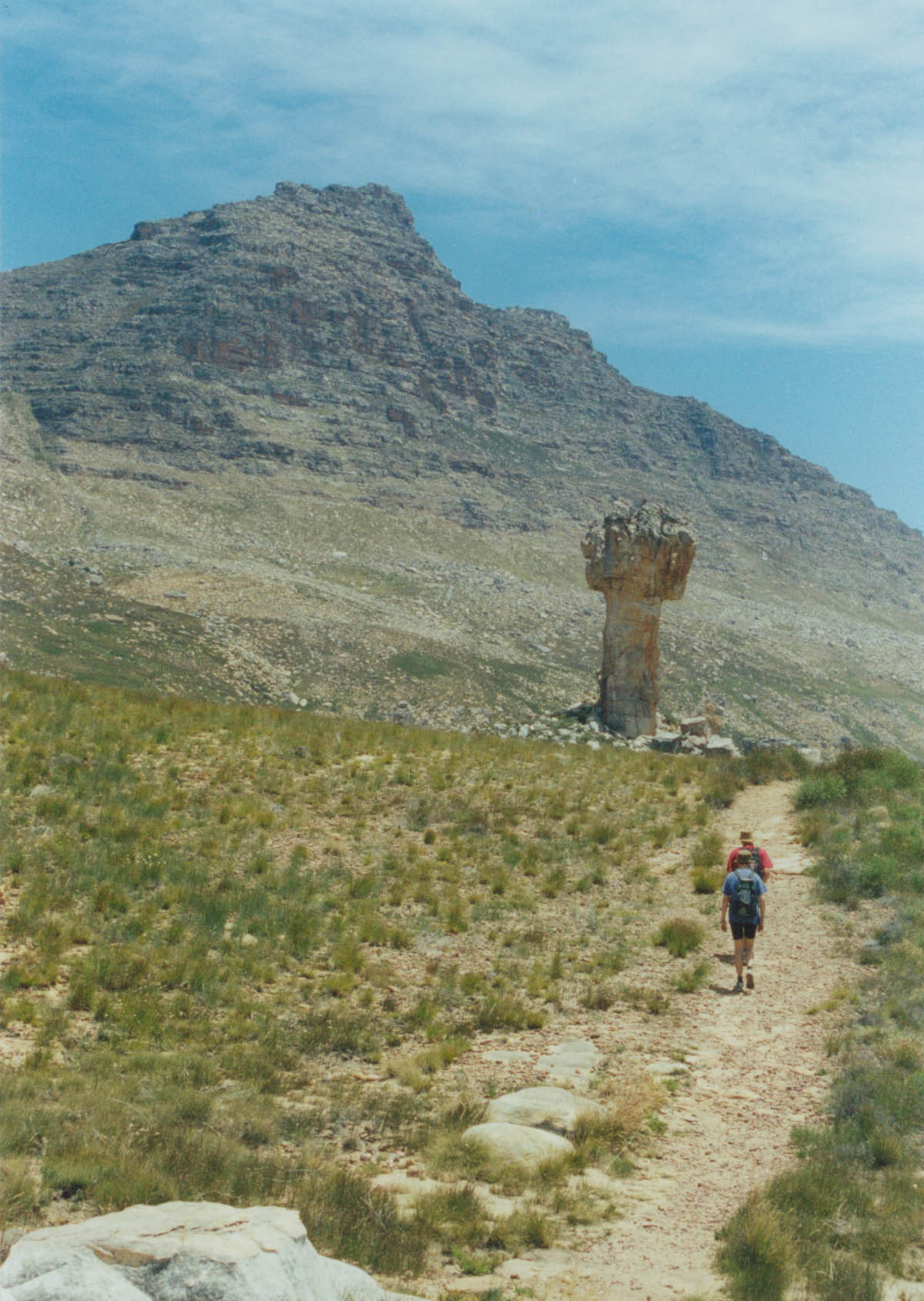
セダルバーグ山脈の最高峰 Sneeuberg

セダルバーグ山脈（せだるばーぐさんみゃく　Cederberg　）は、南アフリカ共和国のケープタウンから北へ約300km離れて位置する山脈。現在、一般的であるセダルバーグの名称は、英語（Cedarberg）とアフリカーンス語（Sederberg）を組み合わせたものである。

## 地理
セダルバーグ山脈は南北に約50km、東西に約20km広がっている。近い町は、南西のシトラスダル、北のクランウィリアムがある。